# Nikias

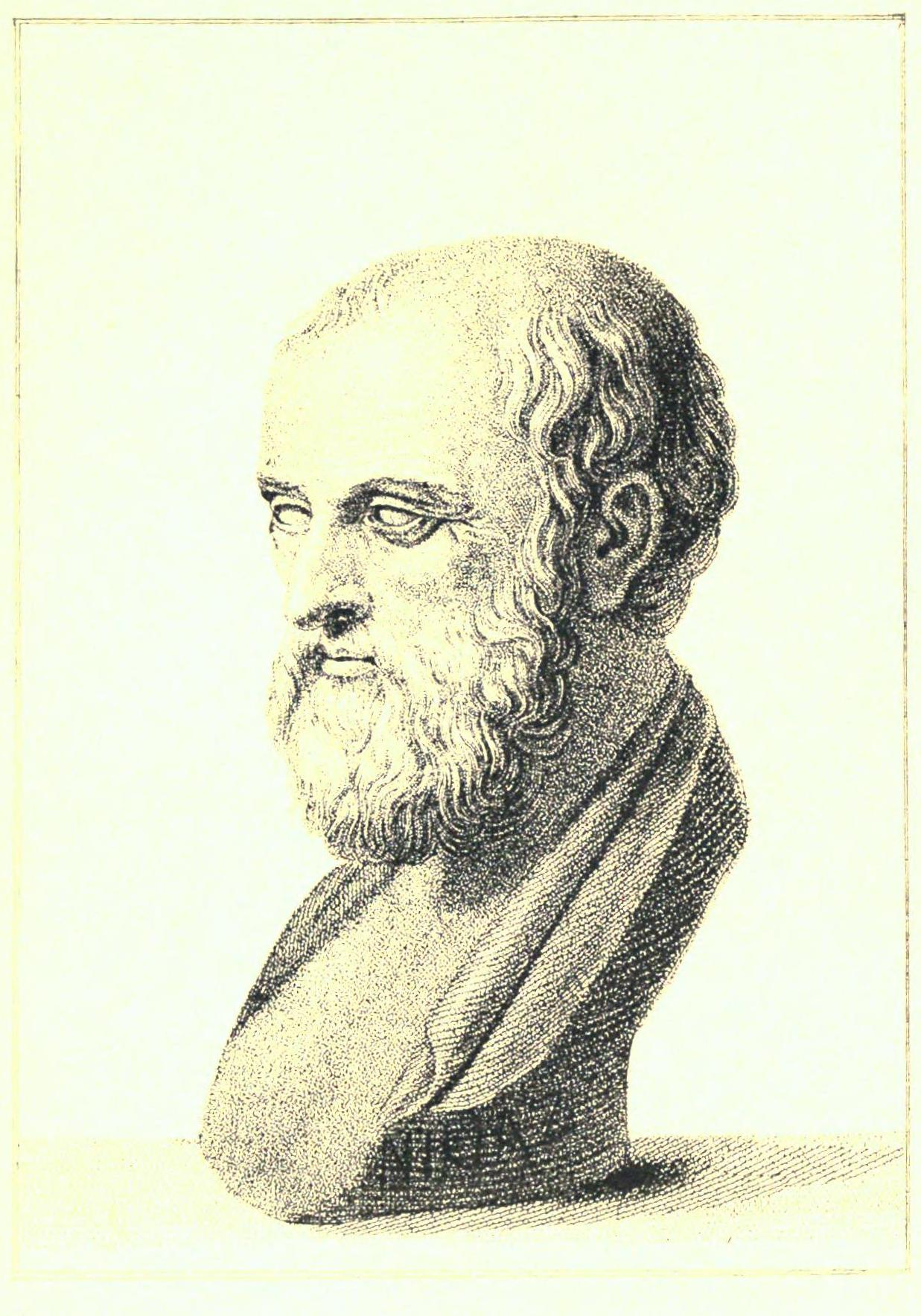
Nikias

Nikias (altgriechisch Νικίας Nikías; * um 470 v. Chr.; † 413 v. Chr. in Sizilien) war ein athenischer Politiker und Heerführer. Er war einer der maßgeblichen Akteure des Peloponnesischen Krieges (431–404 v. Chr.).

## Leben
Nikias war der Sohn des neureichen Atheners Nikeratos. Er hatte zwei Brüder, Eukrates und Diognetos, von denen der erste ebenfalls als Feldherr Athens tätig war. Der Historiker Xenophon beschreibt Nikias als sehr reich, wobei er sein Vermögen teils einsetzte, um sich bei der Bevölkerung von Athen beliebt zu machen. Das Familienvermögen stammte aus dem Ertrag von Silberminen im attischen Laurion, für deren Ausbeutung Nikias den Thraker Sosias einsetzte, der den Befehl über 1000 Sklaven führte. Nikias wird von Thukydides und anderen Gelehrten als fromm, rechtschaffen und distanziert dargestellt. Er gehörte zu jener Gruppe der reichen Oberschicht, die wie die Athener Aristokraten Sparta in vielerlei Hinsicht bewunderte. Anders als Perikles vertrat er daher einen eher moderaten Kurs gegenüber den Lakedaimoniern; er knüpfte dabei an die Politik von Kimon an. Nach dem Tod des Perikles im Jahr 429 v. Chr. konnte er zunehmend an Einfluss gewinnen, wobei ihm jedoch in der Person des Kleon ein Konkurrent erwuchs.

Die Belagerung von Syrakus durch Nikias 414–413 v. Chr.

Auf militärischem Gebiet zeigte sich Nikias äußerst vorsichtig. Während des archidamischen Krieges operierte er erfolgreich in der Megaris, wo er 427 v. Chr. die Insel Nisaia besetzte, aber im folgenden Jahr wurde eine Intervention gegen die Insel Melos wieder abgebrochen. Anschließend wandte er sich bei Tanagra gegen den Böoitischen Bund und kämpfte 425 v. Chr. in der Schlacht bei Solygeia erfolgreich gegen die Korinther.
Nach dem Tod Kleons in der Schlacht von Amphipolis 422 v. Chr. war Nikias endgültig der führende Politiker in Athen. Seine größte Leistung erzielte er auf diplomatischem Gebiet: Nach ihm ist der Nikiasfrieden mit Sparta benannt, der jedoch keinen langen Bestand hatte, zumal der aus ältester Familie stammende Alkibiades bald darauf gegen die Politik des Nikias ankämpfte.
415 wurde Nikias von der Volksversammlung in Athen gemeinsam mit Alkibiades und Lamachos zum Strategen der geplanten Sizilienexpedition gewählt. Nikias hatte zwar gegen das Unternehmen votiert, sich aber angesichts der allgemeinen Kriegseuphorie nicht gegen den populären Alkibiades durchsetzen können, der das Volk zu dem Unternehmen überredete. Nach der Flucht des Alkibiades und dem Tod des Lamachos in der Schlacht war Nikias praktisch allein verantwortlich für die Belagerung von Syrakus, die fast zwei Jahre lang aufrechterhalten wurde. Als die Syrakusaner Hilfe von Sparta erhielten und langsam die Oberhand gewannen, zögerte Nikias zu lange, um Flotte und Heer noch zu retten. Dabei zeigte er sich auch sehr abergläubisch. Nach der Niederlage der Athener wurde Nikias auf der Flucht zusammen mit seinem Mitfeldherrn Demosthenes von den Syrakusanern gefangen genommen und hingerichtet.
Nikias’ Sohn (der nach seinem Großvater benannte Nikeratos) und der erwähnte Bruder Eukrates wurden in Athen während der Herrschaft der Dreißig Tyrannen 404 v. Chr. hingerichtet.